# 주문진수산공업고등학교
주문진수산공업고등학교(注文津水産工業高等學校)는 강원도 강릉시 주문진읍 교항리에 있었던 공립 남자 고등학교였다. 1946년 설립되어 1948년, 정식 학교로 개교하였다. 1998년에 폐교됐으며, 현재는 강원도립대학교가 학교 부지를 사용하고 있다.

## 연혁
- 1946년 : 강원도립수산전습소 설립
- 1948년 : 강릉수산중학교로 개편
- 1950년 : 주문진수산중학교로 교명 변경
- 1951년 : 주문진수산고등학교로 개편
- 1961년 : 남녀공학으로 변경
- 1969년 : 남자학교로 변경
- 1998년 : 폐교